# Tenzin Gyatso

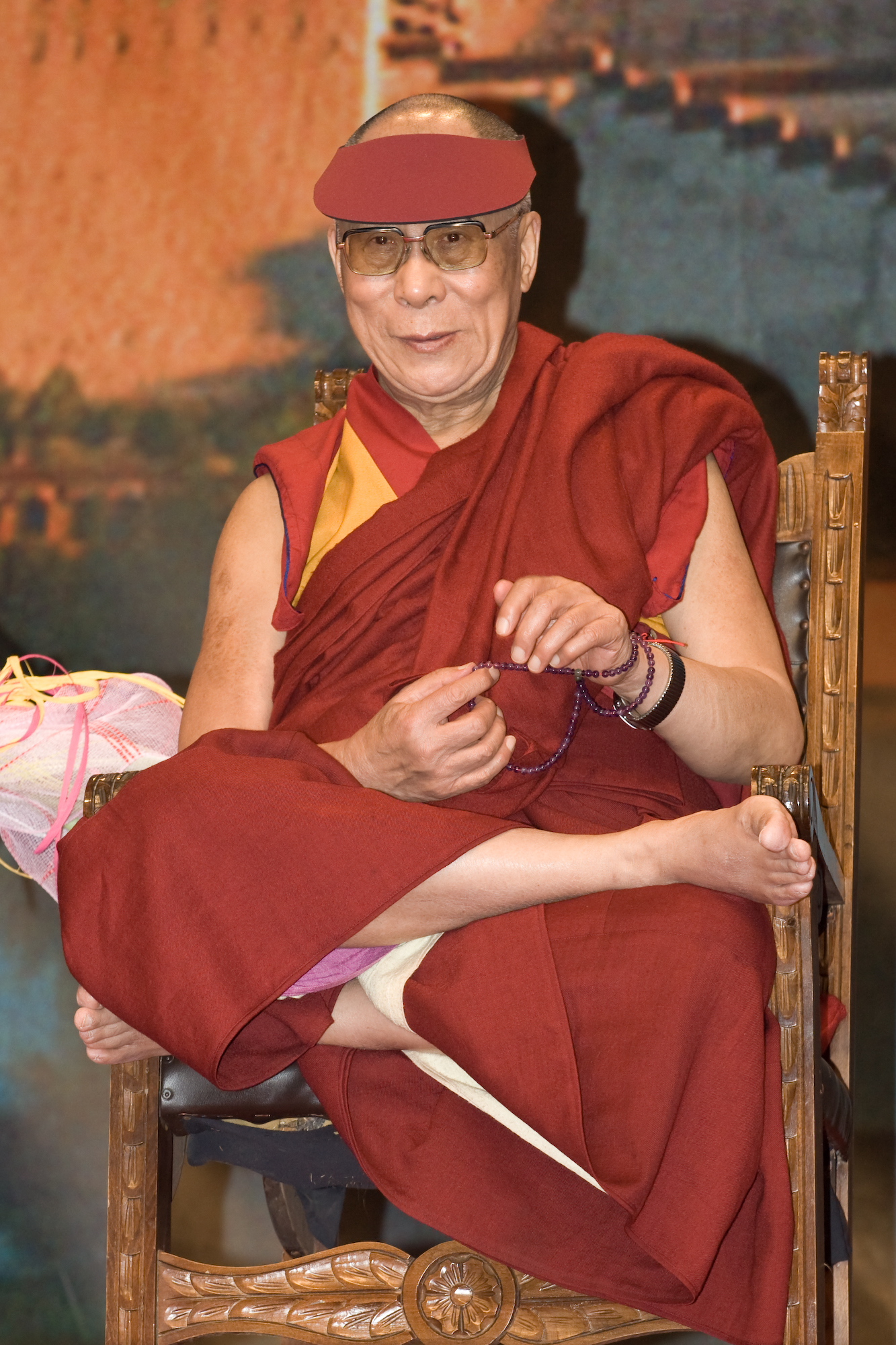
Tenzin fotografiado en 2007

Tenzin Gyatso (en tibetano: བསྟན་འཛིན་རྒྱ་མཚོ། pronunciado /tɛ̃ ́tsĩ càtsʰo/; Taktser, 6 de julio de 1935) es el decimocuarto dalái lama, líder espiritual del Tíbet, líder religioso de la escuela Gelug del budismo tibetano, Kundun, que en en tibetano: སྐུ་མདུན་་, wylie: sku mdun significa «la presencia», es el título que se le da al dalái lama. En 1989 ganó el Premio Nobel de la Paz.

## Primeros años
Nació con el nombre de Lhamo Dhondup, en la provincia de Amdo. A la edad de cinco años, fue proclamado encarnación (tulku) del decimotercer dalái lama fallecido, llevado al palacio de Potala en la capital del Tíbet y oficialmente proclamado decimocuarto dalái lama o líder espiritual. En el budismo, sobre todo dentro de la corriente tántrica, un tulku es un sacerdote o monje que ha escogido conscientemente renacer (reencarnar) al transferir su consciencia, comúnmente muchas veces, para continuar con sus tareas.[cita requerida]
Los budistas tibetanos consideran que los dalái lamas son emanaciones de Buda Avalokiteshvara, sin embargo también creen que el patrono del Tíbet no es un Buda sino un Bodhisattva, y piensan que, tras su muerte, su conciencia sutil tarda un intervalo de cuarenta y nueve días, por lo menos, en conscientemente integrarse de nuevo en un feto y ya desde su nacimiento puede dar señales de su carácter especial.
Jamphel Yeshe Gyaltsen, que era el quinto Réting Rinpoche y Regente del Tíbet, dijo haber tenido un sueño. Según él, soñó con un monasterio, una carretera, una casa con tejado azul, un perro y un pórtico con un niño sentado bajo él. En 1937, unos monjes fueron enviados al Amdo para encontrar al nuevo dalái lama y encontraron en el poblado de Taktser una casa con todas aquellas condiciones. Aquella casa había sido visitada por la conciencia sutil del decimotercer dalái lama y ya había sido reconocido un tulku (ser renacido conscientemente) en la familia. Los monjes de la comitiva se vistieron como mercaderes y el cuarto Kewtsang Rinpoche, el dignatario que encabezaba la expedición, como doméstico. Pero según cuentan, el niño lo reconoció y dijo que era "un monje de Sera", y dijo su nombre. Como es costumbre, realizaron a continuación la serie de pruebas y exámenes, incluyendo la conocida del reconocimiento de pertenencias. Según el libro Magia y Religión en el Tíbet:

Una serie de objetos como malas (rosarios), implementos rituales, libros, tazas de té, etc. se colocan juntos, y el niño debe elegir los que pertenecían al difunto tulku, lo que demuestra que su memoria estaba intacta y reconoce las cosas que fueron suyas en su vida anterior.

En 1950 se dio por terminada la regencia de Ngawang Sungrab Thutob, tercer Taktra Rinpoche, y con 15 años asumió todo el poder político como jefe del gobierno tibetano, coincidiendo con la invasión china.

## Cooperación y conflictos con la República Popular China

Una icónica foto que muestra al X Panchen Lama (izquierda), Mao y el Dalai Lama (derecha) en Qinzheng Hall el 11 de septiembre de 1954, cuatro días antes de que asistieran a la I Asamblea Popular Nacional.

Mao Zedong y Zhou Enlai reunidos con el Dalai Lama y el X Panchen Lama para celebrar el Año Nuevo Tibetano, 1955.

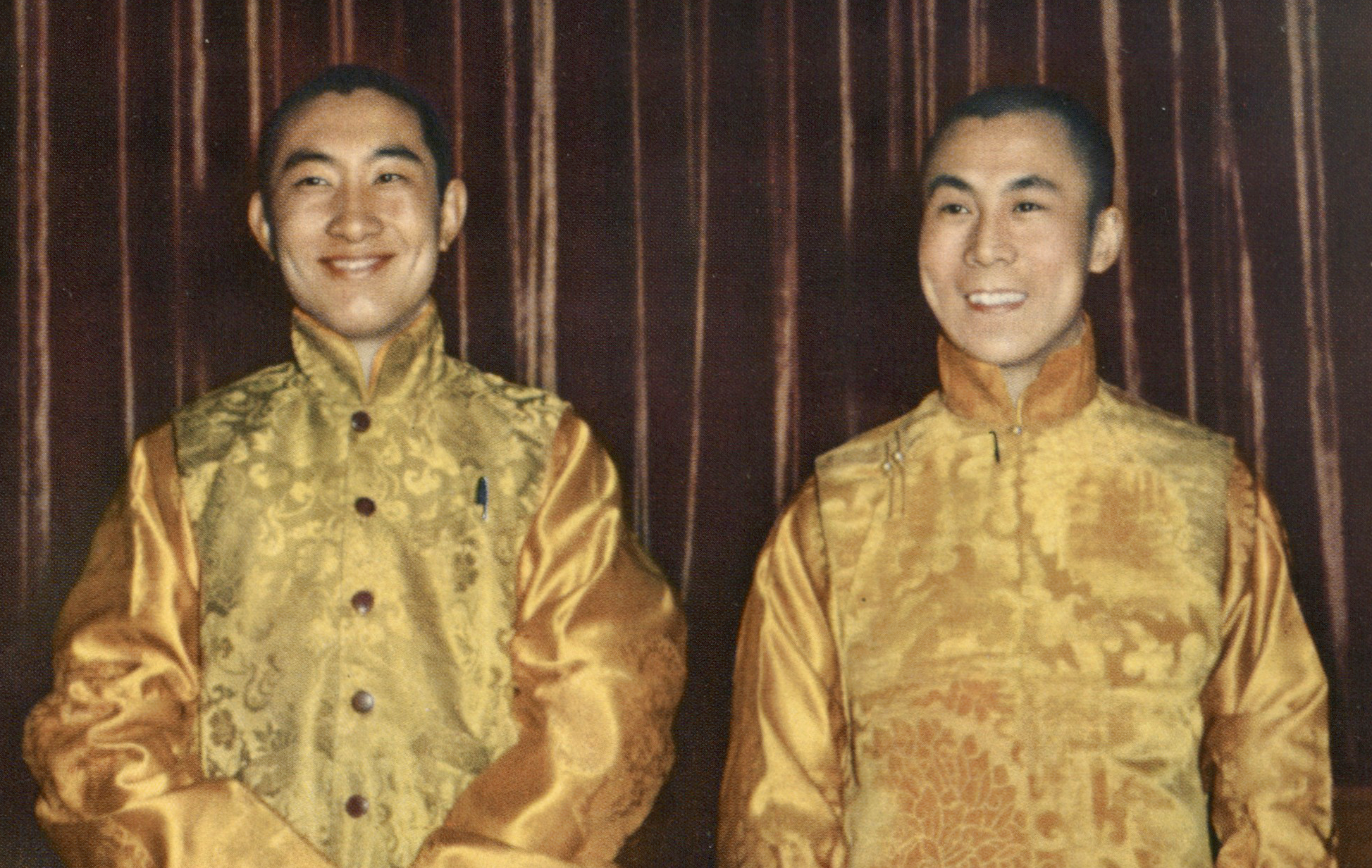
Una rara toma de un Dalai Lama adulto sin gafas (derecha) y Panchen Lama (izquierda). 1954-1955.

El mandato formal del Dalái lama como jefe del gobierno del Tíbet fue breve, aunque fue entronizado como líder espiritual el 22 de febrero de 1940. Cuando los cuadros chinos entraron en Tíbet en 1950, ante la inminencia de una crisis, se pidió al Dalái lama que asumiera el papel de jefe de Estado a la edad de 15 años, lo que hizo el 17 de noviembre de 1950. Habitualmente, el Dalái lama solía asumir el mando a la edad de 20 años.

Envió una delegación a Pekín, que ratificó el Acuerdo de los Diecisiete Puntos sin su autorización en 1951. El Dalái lama cree que el borrador del acuerdo fue redactado por China. A los representantes tibetanos no se les permitió sugerir ninguna alteración y China no permitió que los representantes tibetanos se comunicaran con el gobierno tibetano en Lhasa. La delegación tibetana no estaba autorizada por Lhasa a firmar, pero finalmente se sometió a la presión de los chinos para firmar de todos modos, utilizando sellos fabricados específicamente para este fin. El Acuerdo de los Diecisiete Puntos reconoció la soberanía china sobre el Tíbet, pero China permitió que el Dalái lama siguiera gobernando internamente el Tíbet, y permitió que persistiera el sistema de servidumbre feudal de los campesinos. 
"Por tanto, incluso si se aceptara que la servidumbre y el feudalismo existían en el Tíbet, no diferirían mucho, salvo en tecnicismos, de las condiciones de cualquier otra sociedad campesina "premoderna", incluida la mayor parte de China en aquella época. El poder del argumento chino reside, por tanto, en su implicación de que la servidumbre, y con ella el feudalismo, es inseparable del abuso extremo", "basado en la servidumbre, no era necesariamente feudal, y [Goldstein] refuta cualquier vínculo automático con el abuso extremo". "No se han encontrado pruebas que apoyen este vínculo por parte de estudiosos que no sean los cercanos a los círculos gubernamentales chinos."
El Dalái lama, de diecinueve años, recorrió China durante casi un año, de 1954 a 1955, y conoció a muchos de los líderes revolucionarios y a la cúpula de la dirección comunista china que creó la China moderna. Aprendió los ideales chinos y socialistas, tal y como le explicaron sus anfitriones chinos, en una gira por China en la que se mostraron los beneficios del socialismo y el eficaz gobierno que permitió convertir la gran y empobrecida nación en una sociedad moderna e igualitaria, lo que le impresionó. En septiembre de 1954, viajó a la capital china para reunirse con el Presidente Mao Zedong y el 10º Panchen Lama y asistir como delegado a la primera sesión de la Asamblea Popular Nacional, en la que se debatió principalmente la Constitución de China. El 27 de septiembre de 1954, el Dalái lama fue elegido Vicepresidente del Comité Permanente del Congreso Popular Nacional, cargo que ocupó oficialmente hasta 1964.

Mao Zedong que, "según el líder tibetano, le trataba como 'un padre trataría a un hijo'", "también mostró al líder político del Tíbet y a su principal maestro espiritual su ambivalencia hacia el budismo tibetano". El Dalai Lama relata este episodio en su autobiografía, Mi tierra y mi pueblo,

Unos días más tarde recibí un mensaje de Mao Tse-tung diciendo que vendría a verme dentro de una hora. Cuando llegó, dijo que sólo había venido a visitarme. Entonces algo le hizo decir que el budismo era una religión bastante buena, y que el Señor Buda, aunque era un príncipe, había reflexionado mucho sobre la cuestión de mejorar las condiciones de la gente. También observó que la diosa Tara era una mujer de buen corazón. Al cabo de unos minutos, se marchó. Me quedé perplejo ante sus comentarios y no supe qué pensar de ellos". Los comentarios que Mao hizo durante su último encuentro conmocionaron al Dalai Lama. Mi última entrevista con este hombre extraordinario fue hacia el final de mi visita a China. Estaba en una reunión del Comité Permanente de la Asamblea Nacional cuando recibí un mensaje pidiéndome que fuera a verle a esta casa. Para entonces, había podido completar una gira por las provincias chinas, y pude decirle sinceramente que me habían impresionado e interesado mucho todos los proyectos de desarrollo que había visto. Entonces empezó a darme una larga conferencia sobre la verdadera forma de democracia, y me aconsejó cómo convertirme en líder del pueblo y cómo atender a sus sugerencias. Y entonces se acercó más a mí en su silla y susurró:

Te entiendo muy bien. Pero, por supuesto, la religión es veneno. Tiene dos grandes defectos: Socava la raza y, en segundo lugar, retrasa el progreso del país. Tanto el Tíbet como Mongolia han sido envenenados por ella'" En su autobiografía, Libertad en el exilio, el Dalai Lama recuerda: "¿Cómo pudo pensar que yo no era religioso en lo más profundo de mi ser?"<

En 1956, en un viaje a la India para celebrar el Cumpleaños de Buda, el Dalái lama preguntó al primer ministro de la India, Jawaharlal Nehru, si le permitiría asilo político en caso de que decidiera quedarse. Nehru lo desaconsejó por considerarlo una provocación contra la paz, y le recordó la postura de no intervencionista del Gobierno indio acordada con sus tratado de 1954 con China.
Llamado durante mucho tiempo "separatista" y "traidor" por China, el Dalái lama ha intentado entablar conversaciones formales sobre el estatus del Tíbet en China.
En 2019, después de que Estados Unidos aprobara una ley que le obligaba a denegar visados a los funcionarios chinos encargados de aplicar políticas que restringen el acceso de extranjeros al Tíbet, el embajador estadounidense en China "animó al Gobierno chino a entablar un diálogo sustantivo con el Dalai Lama o sus representantes, sin condiciones previas, para buscar un acuerdo que resuelva las diferencias".

El Ministerio de Asuntos Exteriores chino ha advertido a EE. UU. y a otros países de que "eviten" al Dalái lama durante sus visitas y suele utilizar las negociaciones comerciales y las conversaciones sobre derechos humanos como incentivo para ello. China prohíbe esporádicamente imágenes del Dalái lama y arresta a ciudadanos por poseer fotos de él en el Tíbet. Los candidatos a un puesto de trabajo en el gobierno de la Región Autónoma del Tíbet deben denunciar enérgicamente al Dalái lama, según se anuncia en la plataforma de educación en línea del gobierno de la Región Autónoma del Tíbet, 
"Apoyar la dirección del Partido (Comunista), aplicar resueltamente la línea del Partido [Comunista Chino], la línea de enfoque, las políticas y la ideología rectora del trabajo en el Tíbet en la nueva era; alinearse ideológica, política y en la acción con el Comité Central del Partido; oponerse a cualquier tendencia escisionista; denunciar y criticar al Dalai Lama; salvaguardar la unidad de la patria y la unidad étnica y adoptar una postura firme en cuestiones políticas, adoptando una posición clara y distinta".
 El Dalái lama es uno de los objetivos de la piratería informática patrocinada por el Estado chino. Los expertos en seguridad afirman que "atacar a activistas tibetanos es un claro indicador de la implicación oficial del gobierno chino", ya que la información económica es el principal objetivo de los piratas informáticos privados chinos. En 2009, la oficina personal del Dalái lama pidió a los investigadores del Centro Munk de Estudios Internacionales de la Universidad de Toronto que comprobaran sus ordenadores en busca de software malicioso. Esto llevó a descubrir GhostNet, una operación de ciberespionaje a gran escala que se infiltró en al menos 1.295 ordenadores de 103 países, incluidas embajadas, ministerios de Asuntos Exteriores, otras oficinas gubernamentales y organizaciones afiliadas al Dalái lama en India, Bruselas, Londres y Nueva York, y se cree que se centraba en los gobiernos del sur y el sudeste asiático.

## Exilio
Tras la victoria de los comunistas, y considerando que la única forma de liberar a su país de la opresión era que su palabra y su actividad no fueran acalladas, el dalái lama cruzó los Himalayas a pie, en un peligroso viaje que le llevó al exilio en la India, acompañado por unos 80.000 tibetanos. Tenzin Gyatso fue declarado jefe de Gobierno en el exilio el 17 de noviembre de 1959, y justo con dicho Gobierno reside desde entonces en Dharamsala, en el estado de Himachal Pradesh, en el norte de la India. Esta ciudad, conocida como la Pequeña Lhasa, posee también instituciones culturales y educativas y acoge a 130.000 refugiados tibetanos; otros viven en el resto de la India, en Nepal, en Suiza, en el Reino Unido, en los Estados Unidos, en Canadá y otros 30 países.
En 1963, se promulgó una constitución democrática que se basa en la Declaración Universal de los Derechos Humanos. Mao Tse Tung puso en el gobierno del Tíbet al Panchen Lama, al que, sin embargo, no consiguió manejar a su gusto y encarceló en 1964.
En marzo de 2011 el dalái lama anunció que renunciaría a todos los cargos políticos en el Gobierno tibetano en el exilio, para quedar solo como líder espiritual y religioso.

## Figura internacional
Tenzin Gyatso, figura internacional que se define a sí mismo como "un simple monje", viaja por todo el mundo hablando en pro del pueblo tibetano, su autonomía respecto a China e impartiendo enseñanzas budistas.
Es vegetariano y promueve que la gente lo sea, inspirado por el mensaje de "gran compasión" (mahakaruna). Entre algunas de las campañas que ha hecho para promoverlo está el solicitar a los restaurantes de Dharamsala que se volvieran vegetarianos, o que una cadena de comida rápida a base de pollo no abriera establecimientos en el Tíbet.

## Premios
El 10 de diciembre de 1989 le fue concedido el Premio Nobel de la Paz «por su resistencia constante al uso de la violencia en la lucha de su gente para recuperar la libertad», dando a conocer su punto de vista respecto al Conflicto del Tíbet y la situación en su país. Es miembro del Comité de honor de la Coordinación internacional para el Decenio de la no violencia y de la paz.
Otros importantes premios y distinciones que ha recibido son:
- La llave de Los Ángeles por parte del alcalde Bradley, en septiembre de 1979.
- La llave de San Francisco por parte de la alcaldesa Dianne Feinstein el 27 de septiembre de 1979.
- El Premio de la Memoria de la Fundación Danielle Mitterrand el 4 de diciembre de 1989.
- Avance de la Libertad Humana de la Freedom House el 17 de abril de 1991.
- Premio de las Naciones y de la Tierra de Naciones Unidas en el Programa Ambiental para el 5 de junio de 1991.
- Medalla de la Universidad Berkeley de California, Berkeley, el 20 de abril de 1994.
- Premio Mundial de la Paz de New York Lawyer's Alliance el 27 de abril de 1994.
- Premio Cuatro Libertades del Instituto Franklin y Eleanor Roosevelt el 4 de junio de 1994.
- Premio al Logro de la Vida de la Organización Sionista de Mujeres Hadassah el 24 de noviembre de 1999.
- Liga Internacional para los Derechos Humanos el 19 de septiembre de 2003.
- Premio Humanitario Hilton el 24 de septiembre de 2003.
- Premio Jaime Brunet de los Derechos Humanos el 9 de octubre de 2003.
- Doctorado Honoris causa de la Universidad Iberoamericana, campus Ciudad de México, 7 de octubre de 2004.
- Las llaves de la ciudad de Nueva York por el alcalde Bloomberg el 25 de septiembre de 2005.
- Doctorado Honoris causa de la Universidad de Santiago de Chile, 4 de mayo de 2006.
- Ciudadano honorario de Canadá, el 22 de junio de 2006.[41]
- Ciudadano honorario de Ucrania, durante el aniversario del Premio Nobel, el 9 de diciembre de 2006 en Mc Leod Ganj.
- Distinción Presidencial de la Universidad de Emory, en febrero de 2007.
- Doctorado Honorario de la Universidad de la Cruz del Sur, en Australia, el 8 de junio de 2007.
- Doctorado Honorario en química y farmacia por la Universidad de Münster el 20 de septiembre de 2007.
- Medalla de Oro del Congreso de los Estados Unidos, el 17 de octubre de 2007 (este premio provocó la protesta del Gobierno de China).

## Controversia
En abril de 2023 se volvió viral un video en el que Tenzin Gyatso besa en la boca a un menor de edad. El hecho causó revuelo a nivel mundial.
El incidente tuvo lugar en el Templo del dalái lama en la ciudad de Dharamsala, al norte de la India, el 28 de febrero de 2023, cuando Tenzin Gyatso interactuaba con alrededor de 120 estudiantes que habían completado un programa de capacitación organizado por la Fundación M3M, el brazo filantrópico de la empresa estadounidense de bienes raíces M3M Group.
En las imágenes se puede observar al líder religioso tibetano mientras dirige una ceremonia, donde se encuentra rodeado de otras personas sentadas junto a él. En el turno de preguntas, un niño vestido con una sudadera amarilla, le pregunta «¿Puedo abrazarte?». Ante la aparente incomprensión del Dalái lama, los hombres cercanos a él le explican que el niño quiere saludarlo y, finalmente, este lo invita a subir. 
Una vez arriba, se observa como el niño se acerca al dalái lama y este le muestra primeramente la mejilla derecha para que el menor le dé un beso. El menor, visiblemente emocionado, lo besa y lo abraza. Después, tras un momento de silencio, se ve como el lama dice al niño «aquí también» mientras se señala los labios, es entonces cuando el menor acerca su cara chocando frente con frente con el Dalái lama, quien toma la barbilla del niño haciendo que sus bocas se rocen. Tras ello, entre risas, Tenzing Gyatso saca la lengua y dice «ahora, chupa mí lengua», ante lo cual el niño termina por acercarse, juntar su frente con la del lama y sacar la lengua, sin embargo, no llega a rozar la de Tenzing Gyatso ya que este se retira al momento. Finalmente, el lama toma al niño de la mano, le da las gracias y lo vuelve a abrazar. 
Si bien la ceremonia fue celebrada el 28 de febrero de 2023, la polémica no salto hasta abril de ese mismo año, cuando diversas cuentas de Twitter pusieron en circulación y comenzaron a publicar un recorte de esa escena. En cuestión de días, los medios de comunicación se hicieron eco del suceso, en ocasiones con información escasa, sin contexto y publicando versiones del video en las cuales no se apreciaba el contexto y alcance de la interacción. Con todo, el 10 de abril de 2023 (40 días después del episodio), en el sitio web oficial del dalái lama publicó el siguiente comunicado:

Su Santidad desea disculparse con el niño y su familia, así como con sus muchos amigos en todo el mundo, por el dolor que sus palabras puedan haber causado. 
 Su Santidad a menudo se burla de las personas que conoce de manera inocente y juguetona, incluso en público y ante las cámaras. 
 Lamenta el incidente.
Secretaría legal del Dalái Lama

Como se observa, el comunicado únicamente pide disculpas por las palabras «chúpame la lengua», sin hacer referencia a las acciones de Tenzin Gyatso durante la escena.
Ante el revuelo levantado por los medios occidentales, numerosas personalidades tibetanas y personas cercanas a la cultura tibetana comenzaron a alzar la voz presentando determinadas explicaciones sobre la escena. Estas explicaciones fueron ignoradas por los grandes medios de comunicación y silenciadas por la falta de influencia internacional de las comunidades tibetanas en el exilio, siendo únicamente la periodista Pallavi Pundir quien dio amplia voz a los argumentos el 14 de abril de ese mismo año en la revista Vice. 
Algunos de los argumentos que expresaban los tibetanos fueron recogidos y presentados en dos amplios videos por Jigme Ugen, refugiado tibetano de segunda generación residente en Estados Unidos.
Apuntando a que la escena del video no era la primera interacción del niño con el Dalái lama y que este ya le había pedido atención en dos ocasiones anteriores, Ugen explica el trasfondo cultural de la escena de la siguiente forma:

En la cultura tibetana, nuestros mayores, sobre todo nuestros abuelos, que en realidad no tenían mucho que dar u ofrecer, se burlaban cariñosamente de un niño cuando éste les pedía algo. Un niño podía pedirles un caramelo o algo de calderilla y el anciano hacía un trueque cariñoso a cambio de afecto y luego le atrapaba con un chiste o una adivinanza. "primero dame un beso en la mejilla, necesito que toques tu frente en mi frente, toquemos nuestras narices, dame un beso. Te lo he dado todo así que lo único que me queda es que me comas la lengua"

Otro de los argumentos esgrimidos, que buscaban contextualizar la escena, apuntaban a que la madre del niño formaba parte de la organización del evento y se encontraba en el estrado junto al Dalái lama. A lo cual se añade que tanto ella como el niño fueron entrevistados posteriormente, hablando de forma positiva sobre el encuentro. 
Muchos activistas y autores tibetanos, entre los que se encuentra Ugen y el propio presidente del Gobierno Tibetano en el Exilio, han apuntado al Partido Comunista Chino (CCP), afirmando que la sospechosa divulgación del video recortado correspondería a una «campaña de desprestigio» hacia el Dalái lama. Algunos de estos autores destacan para ello la correlación temporal entre el surgimiento de dichos videos publicados en la red social Twitter y el reconocimiento formal por parte del Dalái lama del 10th Jebtsundamba Khutuktu (el 8 de marzo), cabeza principal del budismo gelug en Mongolia. El reconocimiento por parte del Dalái lama de la reencarnación de dicho líder en un niño mongol residente en EEUU (y por ello ajeno a la influencia del CCP), habría sido para el CCP una muestra de que, a pesar de su edad y actual retiro mediático, la influencia sociopolítica y religiosa del líder tibetano aun sería fuerte.
Una de las razones que levantó las sospechas de implicación china en el asunto, aparte de las circunstancias de difusión del video, fue la aparición de otros videos e imágenes falsos con clara intención de desprestigio hacia el Dalái lama. Uno de los más sonados, que en España ha sido difundido por medios como La Vanguardia, Publico, El Español, etc. muestra a Tenzin Gyatso tocando de forma sospechosa la pierna de una niña. Este video fue difundido inicialmente en Twitter por cuentas en chino ya a principios de abril de 2023 recibiendo numerosas interacciones y saltando finalmente a los medios internacionales pocas semanas más tarde. El video en cuestión manipula las imágenes de un encuentro que tuvo lugar en Países Bajos en 2018, cuya grabación se encuentra a disposición pública y muestra la ausencia de dicha escena.
Si bien la situación de la polémica no fue elaborada ni contrastada por los medios públicos, en el ámbito académico numerosos especialistas de renombre en cultura tibetana y budismo tibetano firmaron una carta de protesta ante la forma en que los medios habían cubierto la noticia. En dicha carta, expresan la necesidad de perseguir todo acto de agresión sexual dentro del budismo a la vez que defienden que las acciones del Dalái lama con el niño «no fueron un incidente de abuso sexual». Dicha carta fue publicada el 22 de abril del 2023 por el entonces expresidente el Gobierno Tibetano en el Exilio, Lobsang Sangay, en su cuenta de la red social Twitter.